# Ingenmandsland
 For alternative betydninger, se Ingenmandsland (flertydig). (Se også artikler, som begynder med Ingenmandsland)
Et ingenmandsland er et område mellem to stater (som det f.eks. findes ved grænsen mellem Peru og Chile) eller langs fronten mellem to krigsførende magter. Da området ikke er underlagt nationale lovbestemmelser, gælder i stedet internationale retsregler og Genevekonventionen.
Begrebet må skelnes fra interregnum, der betegner det magttomrum, som opstår, når et styre bryder sammen uden at et andet kan overtage magten. Dette er senest set i Somalia.
Den 13. april 2015 blev der gjort krav på det daværende, blot 7 km² store ingenmandsland ved Donau-floden mellem Serbien og Kroatien, hvilket har født verdens nyeste mikronation, Liberland.